# Пандольфи, Филиппо Мария
Филиппо Мария Пандольфи (итал. Filippo Maria Pandolfi; 1 ноября 1927, Бергамо, Ломбардия — 22 марта 2025, Бергамо, Ломбардия) — итальянский политик.

## Биография
Пандольфи родился 1 ноября 1927 года в Бергамо, Ломбардия. Окончил философский факультет миланского Католического университета Святого Сердца, несколько лет преподавал, а затем работал в издательстве схоластических книг.
Он был членом Христианско-демократической партии. Был избран в итальянский парламент в 1968 году.
Филиппо Пандольфи был заместителем министра финансов в правительстве Альдо Моро с 1974 по 1976 год. В 1976 году он стал министром финансов, в 1978 году министром казначейства, затем с 1980 по 1983 год министром промышленности и торговли и, наконец, с 1983 по 1988 год работал министром сельского и лесного хозяйства.
С 6 января 1989 по 5 января 1993 года он был европейским комиссаром в Комиссии Делора, возглавляя комиссию по научным исследованиям и разработкам.
Скончался 21 марта 2025 года в Бергамо, Ломбардия, в возрасте 97 лет.

## Награды
- Медаль Роберта Шумана;

- Большой крест ордена Солнца Перу;

- Кавалер Большого креста ордена «За заслуги» Итальянской Республики»[7]

## Должности
| Политические офисы             | Политические офисы                                                            | Политические офисы              |
| ------------------------------ | ----------------------------------------------------------------------------- | ------------------------------- |
| Предшествует Гаэтано Стаммати  | Министр финансов Италии 29 июля 1976 — 11 марта 1978                          | Преемник Франко Мария Мальфатти |
| Предшествует Гаэтано Стаммати  | Министр казначейства Италии 11 марта 1978 — 18 октября 1980                   | Преемник Беньямино Андреатта    |
| Предшествует Антонио Бисалья   | Министр торговли и промышленности Италии 20 декабря 1980 — 28 июня 1981       | Преемник Джованни Маркора       |
| Предшествует Джованни Маркора  | Министр торговли и промышленности Италии 1 декабря 1982 — 4 августа 1983      | Преемник Ренато Альтиссимо      |
| Предшествует Калоджеро Маннино | Министр сельского и лесного хозяйства Италии 4 августа 1983 — 13 апреля 1988  | Преемник Калоджеро Маннино      |
| Предшествует Карл-Хайнц Нарьес | Европейский комиссар 6 января 1989 — 5 января 1993                            | Преемник Антонио Руберти        |
| Предшествует Лоренцо Натали    | Итальянский член Комиссии Европейских сообществ 6 января 1989 — 5 января 1993 | Преемник Антонио Руберти        |

## Дополнительно
Назначенный премьер-министром Италии Филиппо Мария Пандольфи начал свои усилия по формированию нового правительства